# Stenopterygia postica
Stenopterygia postica là một loài bướm đêm trong họ Noctuidae.